# Gandha
Gandha (devanāgarī : गन्ध) est un terme sanskrit qui signifie « odeur ». Dans la philosophie du Sāṃkhya, l'odeur (gandha) est l'objet de perception (tanmātra) associé à l'organe des sens (jñānendriya) appelé « nez » (ghrāṇa).

## Dans l'hindouisme

### Sāṃkhya
Dans la philosophie du Sāṃkhya, l'odeur (gandha) est l'objet de perception (tanmātra) en relation avec l'organe des sens (jñānendriya) appelé « nez » (ghrāṇa). Cet élément rudimentaire subtil est produit par l'organe interne désigné par ahaṃkāra et est la cause productrice de l'élément grossier (mahābhūta) appelé « terre » (pṛthivī ).

#### Table de correspondance
Cette table met en correspondance quinze principes (tattva) qui participent de la cosmologie et de la constitution de l'homme selon la philosophie du Sāṃkhya. Les jñānendriya sont en correspondance avec les tanmātra, mais non directement avec les mahābhūta. Ces derniers sont produits par les tanmātra.
| Organe de connaissance (jñānendriya) | Objet de perception (tanmātra) | Élément grossier (mahābhūta) |
| ------------------------------------ | ------------------------------ | ---------------------------- |
| śrotra (oreille)                     | śabda (son)                    | ākāśa (espace ou éther)      |
| tvak (peau)                          | sparśa (toucher ou contact)    | vāyu (air)                   |
| cakṣus (œil)                         | rūpa (forme)                   | tejas (feu)                  |
| jihvā (langue)                       | rasa (goût ou saveur)          | ap (eau)                     |
| ghrāṇa (nez)                         | gandha (odeur)                 | pṛthivī (terre)              |